# Furry Lewis
Walter „Furry“ Lewis (* 6. März 1893 in Greenwood, Mississippi; † 14. September 1981 in Memphis, Tennessee) war ein US-amerikanischer Blues-Gitarrist und -Sänger. 
Er war einer der bedeutendsten Vertreter des Memphis Blues und einer der ersten der Blues-Veteranen, die im Zuge des amerikanischen Blues-Revivals der 1960er „wiederentdeckt“ wurden. Zu seinen bekanntesten Stücken gehören Billy Lyons & Stack-o-Lee, Judge Harsh Blues und Kassie Jones.

## Leben
Den Spitznamen „Furry“ (dt. pelzig) erhielt er bereits als Kind. Seine Eltern, Walter und Victoria, trennten sich noch vor seiner Geburt, die Kinder blieben bei der Mutter. Im Alter von 7 Jahren zog seine Familie nach Memphis, wo ein gewisser „Blind Joe“ ihm das Gitarrespielen beibrachte. Von ihm lernte er auch zwei seiner bekanntesten Stücke, Kassie Jones und John Henry. 
Schon früh spielte Lewis in Kneipen und auf der Straße, einige Male auch im Orchester von W. C. Handy, der ihm, gemeinsam mit dem Kneipenbesitzer Chad Fields, seine erste Gitarre schenkte, die er 20 Jahre lang spielen sollte. Zeitweise trat er auch in Medicine Shows auf, in der von Dr. Willie Lewis lernte er Jim Jackson kennen.
1916 verlor Lewis ein Bein, als er sich beim Aufspringen auf einen Zug mit dem Fuß in der Kupplung verhakte. Dennoch zog er weiterhin als Musiker umher und trat u. a. mit Gus Cannon, Will Shade, Memphis Minnie, Bessie Smith, Blind Lemon Jefferson, Texas Alexander und Frank Stokes auf.
1923 wurde er bei der Stadtreinigung in Memphis angestellt, wo er bis zu seinem Ruhestand 1968 arbeitete. 1925 tat er sich mit Will Shade, Dewey Thomas und Hambone Lewis zur Memphis Jug Band zusammen. Anfang 1927 wurden er und Jim Jackson von Talentsuchern entdeckt; am 20. April dieses Jahres machte er, begleitet von Landers Waller als zweitem Gitarristen, bei einigen Stücken von Charles Johnson an der Mandoline, in Chicago seine ersten Aufnahmen für das Label Vocalion Records. Drei weitere Aufnahmesitzungen, diesmal stets solo, folgten im Oktober 1927 (ebenfalls in Chicago) sowie im August 1928 und im September 1929, jeweils in Memphis. Die Weltwirtschaftskrise beendete 1929 seine Plattenkarriere, dennoch trat er auch in den nächsten Jahrzehnten regelmäßig auf, vor allem in der Beale Street, aber auch auf privaten Festen.
1959 wurde Furry Lewis von Sam Charters wiederentdeckt und hatte bis zu seinem Tod 1981 noch beträchtlichen Erfolg. Er spielte bei Festivals und trat in der The Tonight Show auf.
1976, fünf Jahre vor seinem Tod, veröffentlichte Joni Mitchell auf ihrer LP Hejira den Song Furry Sings The Blues über ihn, der ihm jedoch missfiel.